# Iwan Iwanowitsch Panajew

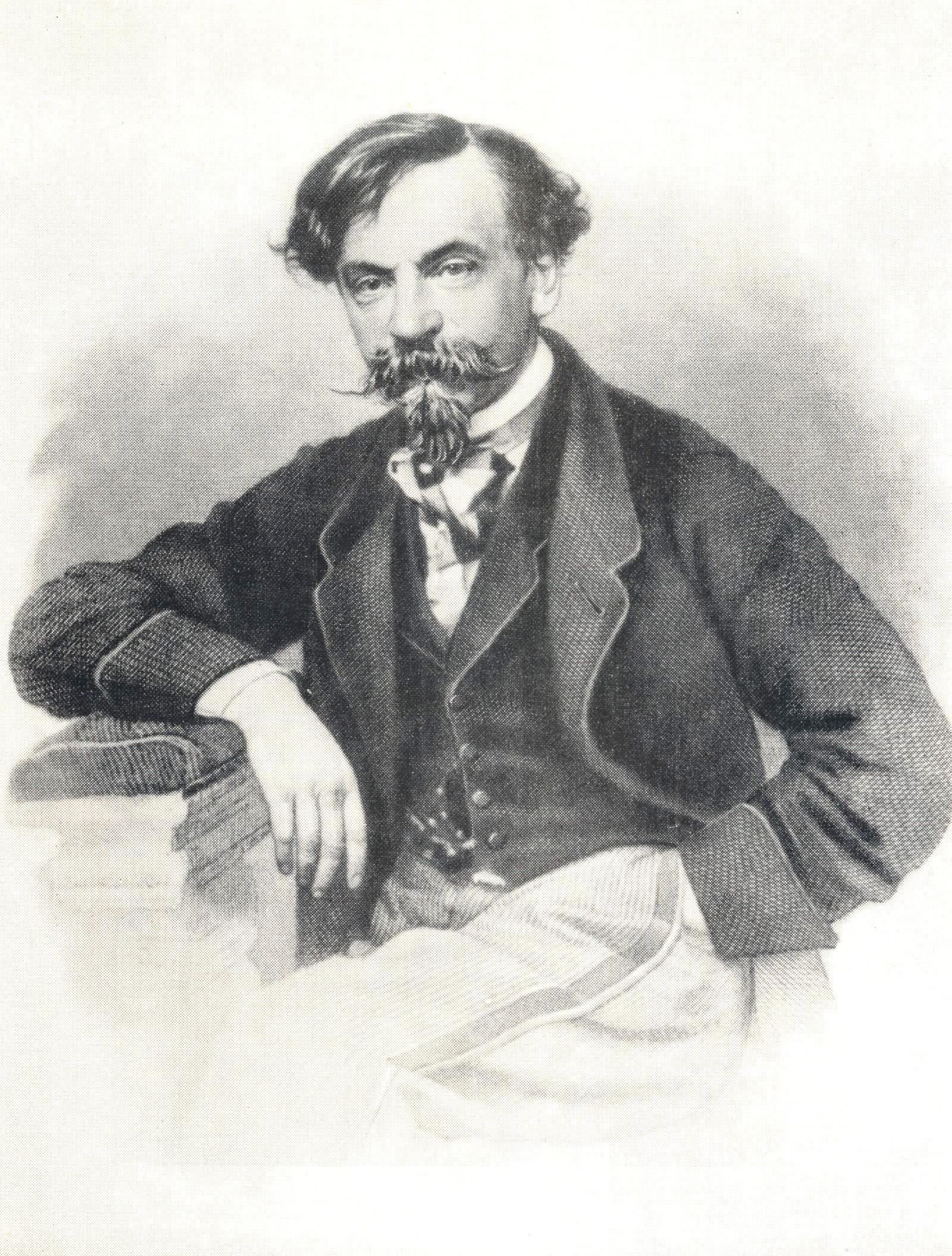
Iwan Iwanowitsch Panajew (Porträt aus den 1850er Jahren)

Iwan Iwanowitsch Panajew (russisch Ива́н Ива́нович Пана́ев, wiss. Transliteration Ivan Ivanovič Panaev; * 15. Märzjul. / 27. März 1812greg. in Sankt Petersburg; † 18. Februarjul. / 2. März 1862greg. in Sankt Petersburg) war ein russischer Schriftsteller, Literaturkritiker, Journalist und Herausgeber.

## Leben und Werk
Panajew, Sohn wohlhabender Eltern, besuchte in Moskau von 1824 bis 1830 ein Internat für junge Adlige, die Blagorodni Pansion. Anschließend ging er nach Sankt Petersburg, wo er bis 1844 im Staatsdienst beschäftigt war, davon die meiste Zeit im Bildungsministerium. Bereits in den 1830er Jahren hatte er einige Gedichte veröffentlicht, wandte sich dann aber der Prosa zu, anfangs vor allem aus Bewunderung für den populären Schriftsteller Alexander Bestuschew. Panajews Erstlingswerk, der Powest Spal’nia svetskoi shenshchiny (1835, Das Schlafzimmer einer Dame von Welt), war eine romantische Fantasie über einen unverstandenen Dichter, der sich in eine Dame der Gesellschaft verliebt. Im Jahr darauf folgte das zweite Werk, Ona budet sčastliva (1836, Sie wird glücklich sein). Die beiden Erzählungen fanden Leser und Panajews Karriere nahm ihren Anfang.
1837 heiratete Panajew Awdotja Brjanskaja, die eine bekannte Schriftstellerin wurde und viel beachtete Memoiren hinterließ. Gemeinsam führten sie einen Salon, in dem u. a. Fjodor Dostojewski, Iwan Turgenjew, Lew Tolstoi, Iwan Gontscharow, Alexander Herzen, Wissarion Belinski und Nikolai Tschernyschewski verkehrten. Dostojewski las 1845 im Salon der Panajews aus seinem Erstlingsroman Arme Leute vor.
Durch die Bekanntschaft mit Belinski erhielt Panajews Karriere weiteren Auftrieb. Von 1839 bis 1846 veröffentlichte er seine Arbeiten in der bedeutenden Literaturzeitschrift Otetschestwennje Sapiski (Отечественные записки ‚Inländische Notizen‘). 1844 gab er seine Beamtentätigkeit auf, um sich ausschließlich dem Schreiben zu widmen.
Gemeinsam mit Nikolai Nekrassow erwarb Panajew 1846 die von Puschkin begründete Literaturzeitschrift Sowremennik (Современник ‚Zeitgenössisches‘) und machte sie zum einflussreichsten liberalen Journal Russlands. In den 1850er Jahren setzte er sich mit seinen Veröffentlichungen für die Emanzipation der Frauen ein.

## Werke (Auswahl)

### Romane
- L’vy v provintsii (Львы в провинции, 1852, Löwen in der Provinz)

### Erzählungen (Powest)
- Spal’nia svetskoi shenshchiny (Спальня светской женщины, 1835, Das Schlafzimmer einer Dame von Welt)
- Ona budet sčastliva (Она будет счастлива, 1836, Sie wird glücklich sein)
- Prekrasnyj čelovek (Прекрасный человек, 1840, Ein feiner Mann)
- Onagr (Онагр, 1841, Onager)
- Akteon (Актеон, 1842, Aktaion)
- Mamen'kin synok (Маменькин сынок, 1845, Ein Muttersöhnchen)
- Rodstvenniki (Родственники, 1847, Die Verwandtschaft)

### Weitere Arbeiten
- Literaturnaja tlja (Литературная тля, Satire, 1843, Die Schildlaus)
- Opyt o chlyščach (Опыт о хлыщах, Essayzyklus, 1854–57, Erfahrung mit Peitschenhieben)
- Literaturnye vospominaniia (Литературные воспоминания, 1861, Literarische Memoiren)